# Parc naturel de la Forêt-Noire centrale et septentrionale
Le parc naturel de la Forêt-Noire  centrale et septentrionale (allemand : Naturpark Schwarzwald Mitte/Nord) est situé dans la région du Bade-Wurtemberg en Allemagne. Il couvre une superficie de 3 750 km2 et a été créé en décembre 2000. En 2018, il représentait le troisième plus grand parc national d'Allemagne.

## Localisation
Il s'étend au plus long sur 90 km du nord au sud et sur 65 km de large et couvre les comtés de Calw, Freudenstadt, Karlsruhe, Rastatt, Rottweil, Enzkreis, Ortenaukreis, Baden-Baden et Pforzheim. Ce territoire inclut 105 communes dans lesquelles vivent environ 700 000 personnes. Le parc national de la Forêt-Noire est situé à l'intérieur de ce parc naturel. Au sud, il est adjacent au parc naturel sud de la Forêt-Noire .

## Nature et paysage
Le parc naturel de la Forêt-Noire centrale / nord se caractérise par ses vallées profondément encaissées, ses affleurements rocheux, ses ruisseaux, ses prairies et ses pâturages. La géologie et le climat combinés à des siècles d'intervention humaine ont créé le paysage de la Forêt-Noire qui alterne entre paysage naturel et paysage cultivé agricole.
Des habitats naturels particulièrement précieux, avec un grand nombre d'espèces animales et végétales menacées, font également partie du paysage du parc naturel :
- tourbières et carrs (zone humide) ;
- tarns - les yeux sombres de la Forêt-Noire ;
- grinden (en) - landes ouvertes sur le plateau formé par des siècles de pâturage.

La variété des habitats naturels est en partie due au climat très particulier de la Forêt-Noire. Alors que dans les vignobles de la zone des contreforts, il se rapproche d'un climat méditerranéen, les visiteurs des hauts plateaux, comme le Hornisgrinde, se sentent presque comme s'ils étaient en Scandinavie. Mais cela est compensé par beau temps par de splendides vues sur la plaine du Rhin par beau temps.
En outre, sa gamme d'hôtels et de restaurants ainsi que de nombreuses attractions culturelles font du parc naturel de la Forêt-Noire centrale / nord l'une des régions de vacances les plus populaires d'Allemagne. Des spas de renommée mondiale, une culture et une gamme d'installations sportives et touristiques pour des activités comme la randonnée, le VTT et les sports d'hiver ajoutent à sa popularité.

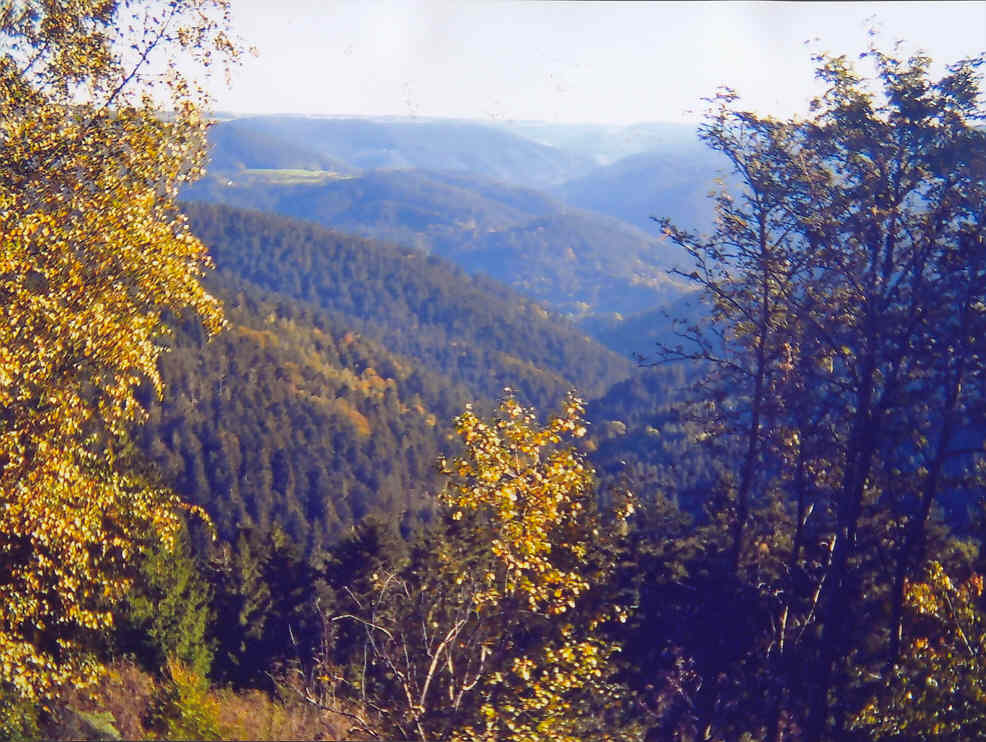
Vue depuis le Teisenkopf dans la vallée de la Kinzig
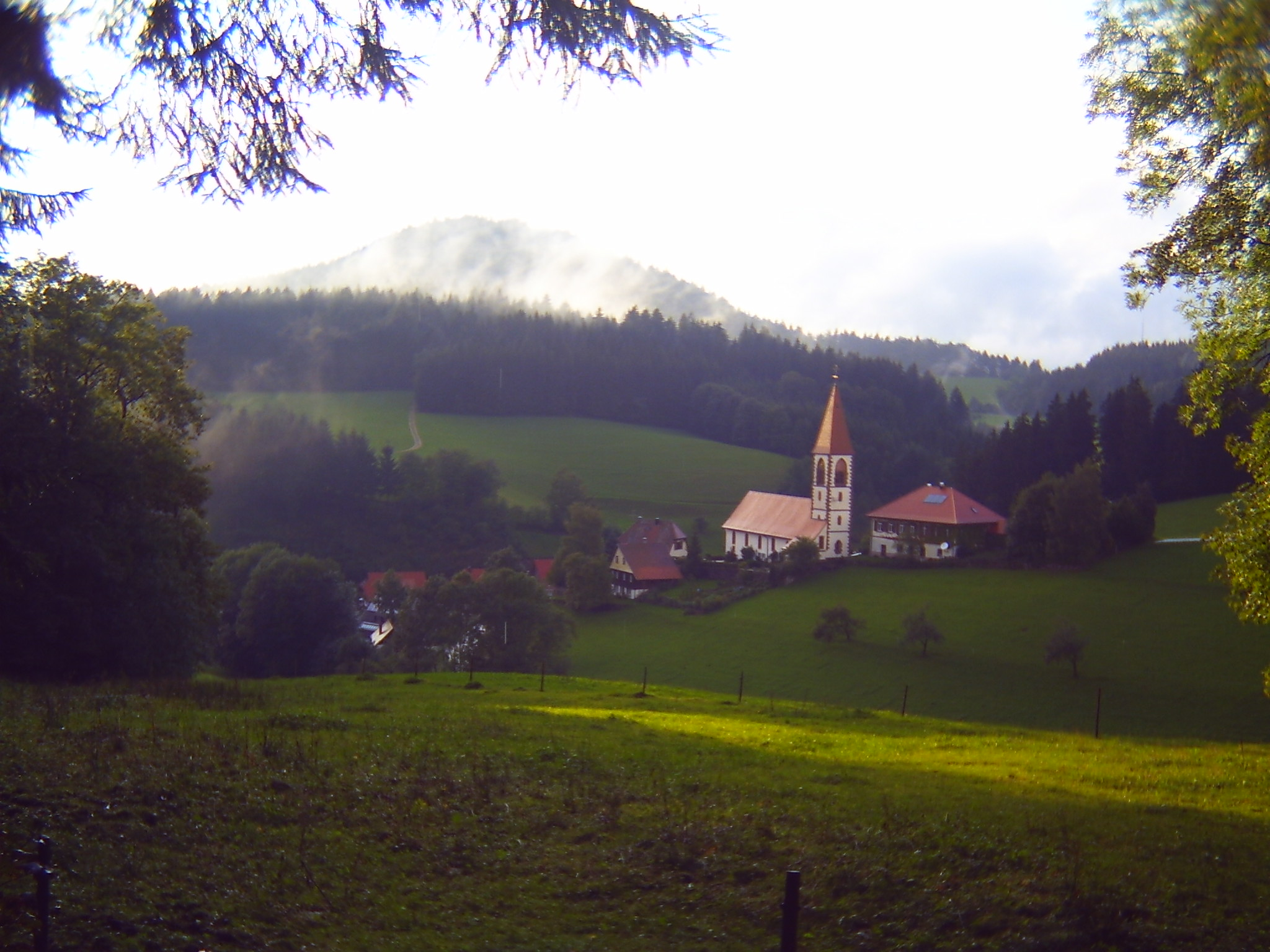
Lieu de montagne idyllique à Saint-Roman près de Wolfach
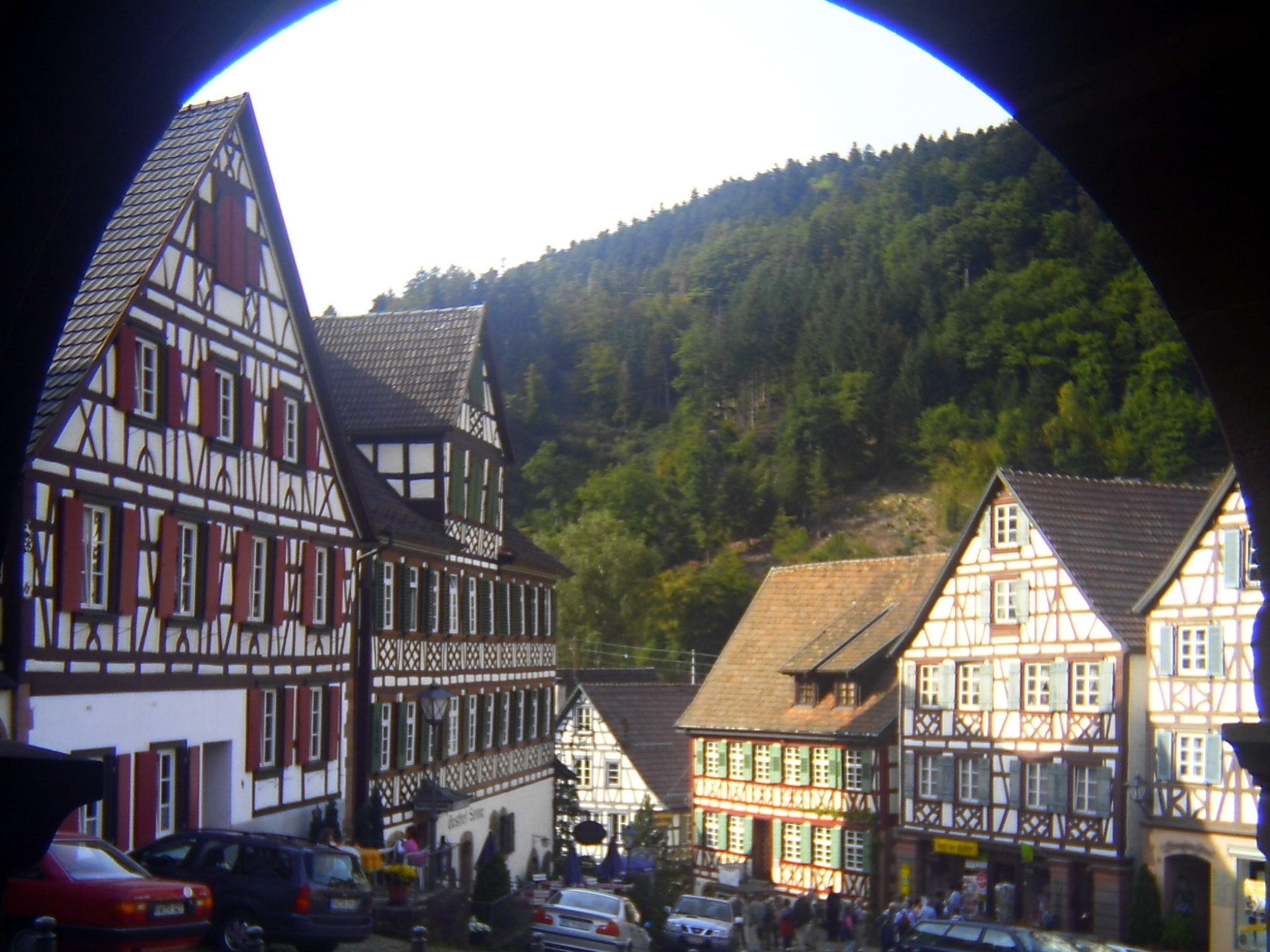
Architecture romane à ossature bois dans la petite ville de Schiltach